# GENERATION GAP
「GENERATION GAP」（ジェネレーション・ギャップ）は、V6の8枚目のシングル。1997年11月6日にavex traxから発売された。

## 解説
前作から約4ヶ月振りのシングル。
F-BLOODによる提供曲で、自身のアルバムでセルフカバーしている。
坂本昌行と井ノ原快彦にソロパートがある。
ユニットパートは20th Century(坂本、長野、井ノ原)とComing Century(森田、三宅、岡田)に分かれている。

## 収録曲
1. GENERATION GAP [5:17]
作詞：藤井フミヤ
作曲：藤井尚之
編曲：上野圭市
  - TBS系『学校へ行こう!』テーマソング
2. EXIT [4:35] - Coming Century
作詞：六ツ見純代
作曲：星野靖彦
編曲：小西貴雄
3. GENERATION GAP（カラオケ）
4. EXIT（カラオケ）

## 収録アルバム
- A JACK IN THE BOX（#1）
  - アルバムバージョンを収録。
- Very best（#1）
- SUPER Very best（#1）

## 映像作品
- SPACE -from V6 Live Tour'98- （#1）
- Film V6 actII〜CLIPS and more （#1）
- VERY HAPPY!!! （#1,2）
- LOVE&LIFE 〜V6 SUMMER SPECIAL DREAM LIVE 2003〜 （#1）
- 20th Century LIVE TOUR 2009 HONEY HONEY HONEY/We are Coming Century Boys LIVE Tour 2009 （#2）
- V6 LIVE TOUR 2015 -SINCE 1995〜FOREVER- （#1）